# Grozești (gmina w okręgu Mehedinți)
Grozești – gmina w Rumunii, w okręgu Mehedinți. Obejmuje miejscowości Cârceni, Grozești, Păsărani i Șușița. W 2011 roku liczyła 1990 mieszkańców.